# Red Sparowes
Red Sparowes är ett Los Angelesbaserat post-rockband som består av nuvarande och tidigare medlemmar från Isis, Neurosis, Halifax Pier, Samsara, Angel Hair och Pleasure Forever. 

## Medlemmar
Nuvarande medlemmar
- Bryant Clifford Meyer – gitarr, sång, keyboard, sampler (2003– ) (spelar även i Isis)
- Andy Arahood – basgitarr, gitarr (2004– ) (spelade tidigare i Angel Hair)
- Greg Burns – pedal steel guitar, basgitarr (2003– ) (spelar även i Halifax Pier)
- David Clifford – trummor (2004– ) (spelar även i Pleasure Forever)
- Emma Ruth Rundle – gitarr, sång (2009– ) (spelar även i The Nocturnes)

Tidigare medlemmar
- Jeff Caxide – basgitarr, gitarr (2003–2004) (spelar i Isis)
- Dana Berkowitz – trummor (2003–2004)
- Josh Graham – gitarr (2003–2008) (spelar i Neurosis, A Storm of Light och Battle of Mice)
- Brendan Tobin – gitarr (2008-2009) (spelar i Made Out of Babies)

## Diskografi
Studioalbum
- 2005 - At the Soundless Dawn (Neurot Recordings)
- 2006 - Every Red Heart Shines Toward the Red Sun (Neurot Recordings)
- 2010 - The Fear Is Excruciating, But Therein Lies The Answer

Annat
- 2004 - Red Sparowes (demo)
- 2005 - Namnlös EP tillsammans med Gregor Samsa
- 2006 - Triad (delad EP med Made Out of Babies och Battle of Mice)
- 2006 - Black Tar Prophecies Vol. I (delad EP med Grails)
- 2006 - Oh Lord, God of Vengeance, Show Yourself! (livealbum)
- 2008 - Aphorisms (EP)